# دنبال کردن پیاده‌روها
«دنبال‌کردن پیاده‌روها» (به انگلیسی: Chasing Pavements) دومین تک‌اهنگ از خواننده موسیقی سول ادل است. ادل اولین بار این ترانه در ۷ دسامبر ۲۰۰۷ اجرا کرد.
این ترانه در جزیره ایرلند در ۱۳ ژانویه ۲۰۰۸ منتشر شد و به رتبه ۲۶ در هفته اول در چارت ایرلند رسید و بهترین موقعیت آن رتبه هفت بود. در بیست ژانویه این ترانه در پادشاهی متحده منتشر شد و در هفته اول به رتبه دو رسید. «دنبال‌کردن پیاده‌روها» با بیش از دویست و هشتاد هزار نسخه فروش در پادشاهی متحده در میان ترانه‌های پرفروش سال ۲۰۰۸ ۲۷م گشت.

## جدول‌های موسیقی
| جدول (۲۰۰۸–۲۰۲۱)                                  | بهترین جایگاه |
| ------------------------------------------------- | ------------- |
| اتریش (او۳ تاپ ۴۰ اتریش)                          | ۵۶            |
| بلژیک (اولتراتاپ ۵۰ فلاندرز)                      | ۱۰            |
| بلژیک (اولتراتاپ ۵۰ والونی)                       | ۲۱            |
| کانادا (۱۰۰ تک‌آهنگ داغ کانادا)                    | ۲۸            |
| جمهوری چک (رادیو – تاپ ۱۰۰)                       | ۲۷            |
| دانمارک (ترک‌لیسن)                                 | ۸             |
| ۱۰۰ تک‌آهنگ برتر اروپا (بیلبورد)                   | ۸             |
| دانلود فنلاند (لاتائوسیلیستا)                     | ۱۵            |
| فرانسه (اس‌ان‌ئی‌پی)                                 | ۱۸۰           |
| آلمان (جدول‌های رسمی آلمان)                        | ۴۶            |
| ۲۰۰ آهنگ جهانی (بیلبورد)                          | ۱۱۳           |
| ایرلند (آی‌آرام‌ای)                                 | ۷             |
| اسرائیل (مدیا فارست)                              | ۴             |
| ایتالیا (فیمی)                                    | ۷             |
| ژاپن (۱۰۰ آهنگ داغ ژاپن)                          | ۴             |
| هلند (۴۰ آهنگ برتر)                               | ۹             |
| هلند (۱۰۰ تک‌آهنگ برتر)                            | ۳             |
| نروژ (وی‌جی-لیستا)                                 | ۱             |
| اسکاتلند (اوسی‌سی)                                 | ۲             |
| اسلواکی (رادیو – ۱۰۰ آهنگ برتر)                   | ۵۱            |
| سوئد (فهرست برترین‌های سوئد)                       | ۳۷            |
| تک‌آهنگ‌های بریتانیا (اوسی‌سی)                       | ۲             |
| مستقل بریتانیا (اوسی‌سی)                           | ۱             |
| بیلبورد هات ۱۰۰ ایالات متحده                      | ۲۱            |
| ایرپلی آلترناتیو بزرگسالان ایالات متحده (بیلبورد) | ۲۵            |
| بزرگسالان معاصر ایالات متحده (بیلبورد)            | ۲۳            |
| ۴۰ تک‌آهنگ برتر بزرگسالان ایالات متحده (بیلبورد)   | ۱۶            |

| جدول (۲۰۰۸)                    | جایگاه |
| ------------------------------ | ------ |
| بلژیک (اولتراتاپ ۵۰ فلاندرز)   | ۲۷     |
| ۱۰۰ تک‌آهنگ داغ اروپا (بیلبورد) | ۵۳     |
| ژاپن (۱۰۰ آهنگ داغ ژاپن)       | ۵۴     |
| هلند (۴۰ آهنگ برتر هلند)       | ۴۶     |
| هلند (۱۰۰ تک‌آهنگ برتر)         | ۳۶     |
| تک‌آهنگ‌های بریتانیا (اوسی‌سی)    | ۲۷     |

## گواهینامه‌ها
| منطقه | گواهی     | واحد گواهی‌شده/فروش |
| --- | --------- | ------------------ |
| کانادا (میوزیک کانادا)                                                                                         | ۲× پلاتین | ۱۶۰٬۰۰۰            |
| دانمارک (آی‌اف‌پی‌آی)                                                                                             | طلا       | ۷٬۵۰۰^             |
| ایتالیا (اف‌آی‌ام‌آی)                                                                                             | طلا       | ۱۰٬۰۰۰*            |
| نروژ (آی‌اف‌پی‌آی نروژ)                                                                                           | طلا       | ۵٬۰۰۰*             |
| بریتانیا (بی‌پی‌آی)                                                                                              | ۲× پلاتین | ۱٬۰۰۰٬۰۰۰          |
| ایالات متحده (آرآی‌ای‌ای)                                                                                        | پلاتین    | ۱٬۰۰۰٬۰۰۰^         |
| * رقم فروش تنها بر پایهٔ گواهی‌ها. · ^ رقم توزیع تنها بر پایهٔ گواهی‌ها. · رقم فروش+پخش جاری تنها بر پایهٔ گواهی‌ها. |           |                    |

## تاریخچه انتشار
| منطقه        | تاریخ          |
| ------------ | -------------- |
| اروپا        | ۱۱ ژانویهٔ ۲۰۰۸ |
| پادشاهی متحد | ۱۴ ژانویهٔ ۲۰۰۸ |